# Luciano Savorini
Luciano Savorini (Argenta, 3 de outubro de 1885 — Bologna, 30 de outubro de 1964) foi um ginasta italiano que competiu em provas de ginástica artística pela nação.
Savorini é o detentor de uma medalha olímpica, conquistada na edição de 1912, nos Jogos de Estocolmo. Na ocasião, foi o vencedor da prova coletiva ao lado de seus dezessete companheiros de equipe, quando derrotaram as seleções da Hungria e Reino Unido.